# Peripatetiki
Peripatétiki (starogrško περιπατητικός: peripatetikós) se v zgodovini imenujejo pripadniki Aristotelove šole.
Ime izvira iz starogrške besede peripatos, kar pomeni pohajati. Šola, ki jo je Aristotel ustanovil v Atenah, je gojila raziskave posameznih znanosti, Aristotel pa je predaval svojim učencem med dolgimi sprehodi od koder tudi ime.

## Bolj znani peripatetiki
- Aleksander Afrodizijski
- Andronik z Rodosa
- Aristoksen
- Evdem z Rodosa
- Satirus
- Straton
- Teofrast